# Acereae
Acereae je tribus sapindovki, dio potporodice Hippocastanoideae. Pripadaju mu dva roda, od kojih je najznačajniji rod Acer sa 153 vrste rasprostranjene po Euroaziji i Sjevernoj Americi, te na sjeveru Afrike.
Drugi rod  Dipteronia  ograničen je na Kinu.

## Rodovi
1. Acer L.
2. Dipteronia Oliv.